# Ponte Salario
Ponte Salario è un ponte sopra il fiume Aniene attraversato dalla via Salaria, a Roma, nei quartieri Parioli e Trieste e nella zona Val Melaina.
Si tratta dell'unico ponte sull'Aniene citato dagli antichi scrittori romani, dell'ultimo ponte che l'Aniene sottopassa nel suo percorso prima di affluire nel Tevere.
(Tito Livio, Ab Urbe condita libri,  lib. VII, 9)

## Storia
Costruito dagli Etruschi, si trovava al terzo miglio della via Salaria, sulla quale veniva trasportato il sale nella Sabina, vicino al villaggio di Antemnae, ricordato in relazione alle prime imprese di Romolo.
Secondo la leggenda, sul ponte Salario sarebbero passate le sabine vittime del rapimento dei romani; nel 361 a.C. sarebbe avvenuto il duello tra Manlio Torquato e un gallo adornato di torques.
Nel 211 a.C. Annibale, che aveva marciato contro Roma per allegerire l'assedio condotto dai romani contro Capua, si accampò con le proprie truppe dove l'Aniene quietamente si unisce al Tevere, ossia nella piana davanti al ponte Salario.
Il ponte fu scelto, inoltre, come sede di accampamento di eserciti che invasero la città di Roma: nel 472 vi fece sosta il goto Ricimero; nel 537 Vitige, re dei Goti, che tuttavia non riuscì a saccheggiare l'Urbe, difesa a Porta Salaria da Belisario.
Fu quindi gravemente danneggiato nel 544 dagli Ostrogoti condotti da Totila durante l'assedio della città, conclusosi due anni dopo con la presa di Roma.
Nel 728 nelle vicinanze del ponte avvenne lo scontro tra i Longobardi (giunti in difesa di papa Gregorio II) e l'esercito dell'esarca Paolo, inviato da Leone l'Isaurico, imperatore bizantino.
Nel 1378 i Bretoni, ostili a papa Urbano VI, sconfissero i romani accorsi in aiuto del pontefice, uccisi e macellati come bestie. Nel 1433 il ponte fu occupato dalle truppe di Nicolò Piccinino e per buona parte del 1485 fu occupato dagli Orsini.

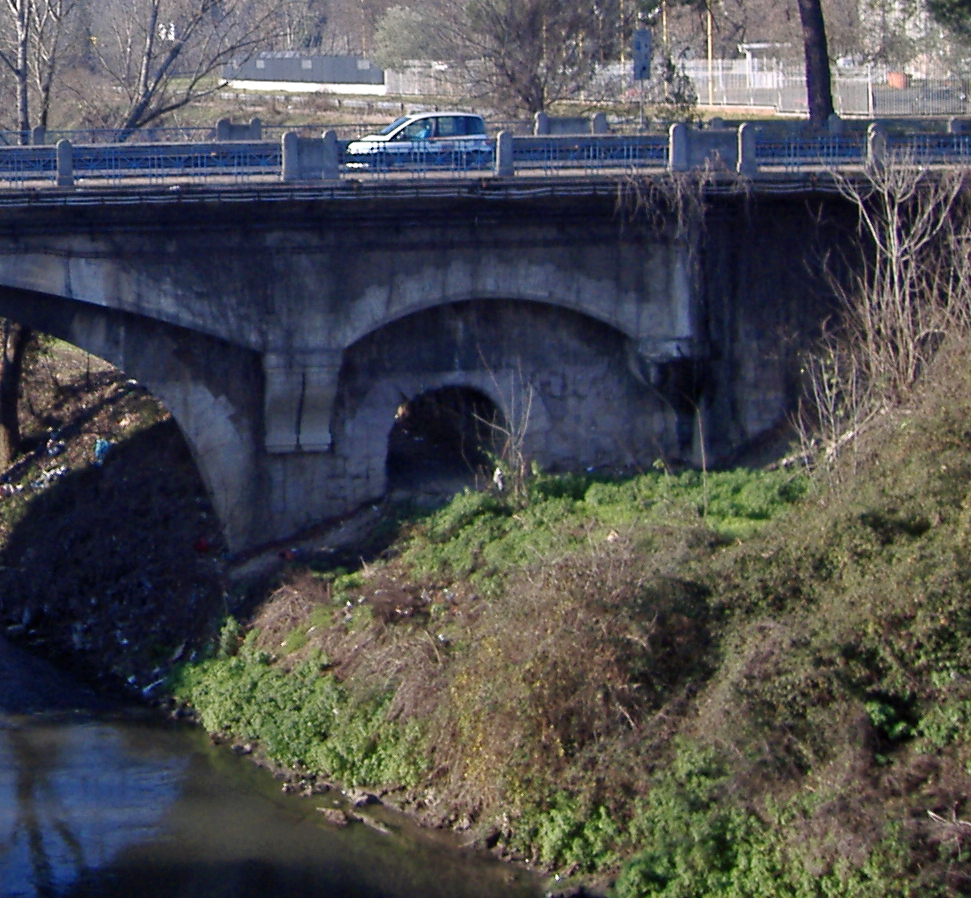
Ponte Salario, uno degli archi romani superstiti, nel 2015

Tra il Settecento e l'Ottocento, il ponte fu distrutto diverse volte: nel 1799 i napoletani lo fecero saltare per impedire il passaggio dei francesi di Napoleone; nel 1849 l'operazione fu ripetuta proprio dai francesi di Oudinot, che impedirono l'avanzata verso Roma delle truppe garibaldine. Nel 1874 il ponte fu ripristinato e restaurato.
Nel 1930, nell'ambito di lavori di allargamento della strada statale Salaria voluti dal governo fascista, il ponte venne ricostruito ex novo, cosa che comportò la perdita di ogni resto della struttura antica, ad eccezione di "due archi minori di sottorampa da una parte e dall'altra dell'arco centrale moderno".
Tra la fine degli anni settanta e l'inizio degli anni ottanta, in occasione del raddoppio della Via Salaria, fu costruito un secondo ponte in cemento armato a est di quello originario per ospitare la carreggiata in direzione nord, mentre il ponte preesistente venne dedicato alla carreggiata in direzione sud.

## Descrizione

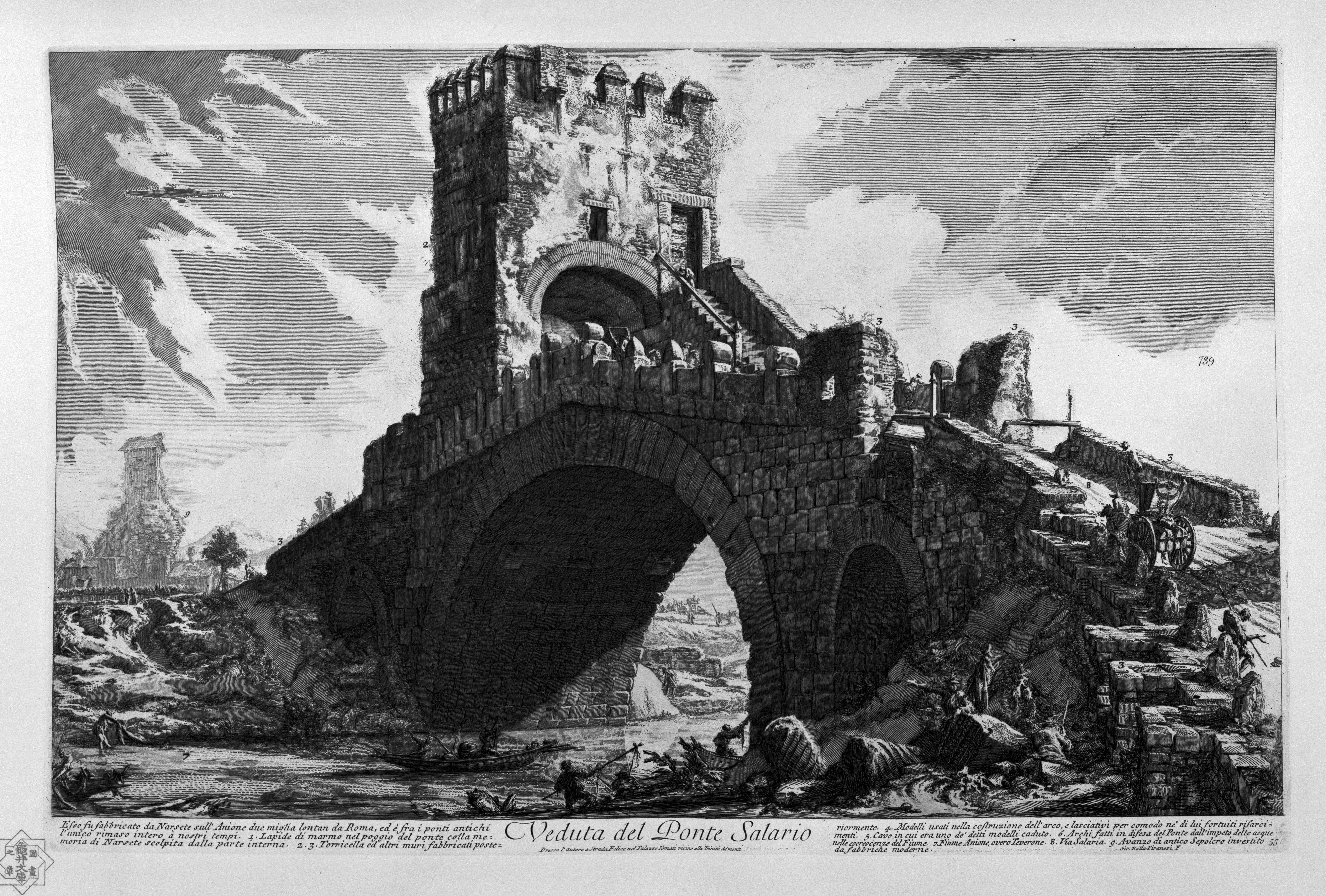
Ponte Salario. Giovanni Battista Piranesi, ca. 1760

Sulla base di analisi e ricostruzioni moderne, il ponte Salario, largo 6,6 metri, presentava un grande arco centrale a tutto sesto con una campata di 24,9 metri, e due archi minori a tutto sesto con una campata di 3,4 metri. Era stato costruito in opera quadrata con tufo di Fidene e, per il grande arco centrale, con blocchi di travertino, mentre per il nucleo interno era stato adoperato il calcestruzzo.
La torre difensiva, rappresentata nell'incisione del Piranesi, e che risaliva al VII secolo, fortificata nel XV secolo, fu distrutta nel 1829.

## Trasporti
|  | È raggiungibile dalla stazione Monte Antenne. |

|  | È raggiungibile dalla stazione di Roma Nomentana. |